# 日本証券取引所
営団組織日本証券取引所は、かつての日本の組織または団体。戦時経済の進展下における証券市場に対する統制の高まりを受け、1943年（昭和18年）に全国の11株式取引所（東京・大阪・横浜・名古屋・京都・神戸・博多・広島・長崎・新潟・長岡）が統合され発足した。

## 沿革
- 1943年（昭和18年）
  - 3月11日 - 戦時経済統制政策により日本証券取引所法（日証法、昭和18年法律第44号）公布。全国11株式取引所の合併が決まる。
  - 6月30日 - 日証法に基づく営団組織日本証券取引所（日証）設立。翌7月1日より売買立会開始。
- 1945年（昭和20年）
  - 8月10日 - 長崎への原爆投下により当分休会を宣言し全市場休場、売買立会を停止。
  - 9月25日 - GHQ「株式市場再開はGHQの承認を要する」との覚書発表。日証の再開を事実上禁止。
  - 12月4日 - GHQ、日証の活動を全面禁止する覚書発表。
- 1947年（昭和22年）
  - 3月28日 - 日本証券取引所の解散等に関する法律（昭和22年法律第21号）公布。
  - 4月16日 - 解散。
  - 7月15日 - 清算にあたり、所有していた証券取引所建物などを現物出資し平和不動産設立。

## 根拠法

### 公布
- 1943年3月 - 公布：日本証券取引所法（昭和18年法律第44号）

#### 日本証券取引所法公布に伴う法改正
- 登録税法（明治29年3月28日法律第27号）
- 印紙税法（明治32年3月10日法律第54号）
- 有価証券業取締法（昭和13年3月29日法律第32号）

### 改正
- 1944年2月 - 改正：昭和19年2月10日法律第4号
- 1944年4月 - 施行
- 1944年11月 - 改正：昭和20年11月25日大蔵省令第100号

### 廃止
- 1947年3月 - 廃止：昭和22年3月28日法律第21号

## 本所・支所と統合前の株式取引所
1. 本所：旧東京株式取引所（1878年5月15日創立）
2. 大阪支所：旧大阪株式取引所（1878年6月17日創立）
3. 横浜支所：旧横浜株式取引所
4. 名古屋支所：旧名古屋株式取引所
5. 京都支所：旧京都株式取引所
6. 神戸支所：旧神戸株式取引所
7. 博多支所：旧博多株式取引所
8. 広島支所：旧広島株式取引所
9. 長崎支所：旧長崎株式取引所
10. 新潟支所：旧新潟株式取引所
11. 長岡支所：旧長岡株式取引所

## 役員
- 総裁以下、全員が政府により任命される。

## 歴代所長
特記なき場合『日本官僚制総合事典 : 1868-2000』による。
総裁
- 井坂孝：1943年6月30日 - 1945年11月20日
- 徳田昂平：1945年11月20日 - 1947年4月16日（解散）

## 業務
- 証券の引受け・募集、売買当事者

## 上場銘柄
1945年5月31日時点での業種別上場銘柄数は以下の通り。
出資証券2、銀行・信託・保険64、投資・拓殖・証券28、取引所2、鉄道・電鉄62、運・通信28、瓦斯・電気43、鉱業86、造船・造機232、鉄鋼・金属・製練81、繊維工業58、精糖・製粉18、食品工業・水産29、化学工業65、窯業25、製紙・印刷・皮革26、諸工業31、護謨・煙草23、土地・建物・倉庫17、諸商業46